# Aleš Kuneš

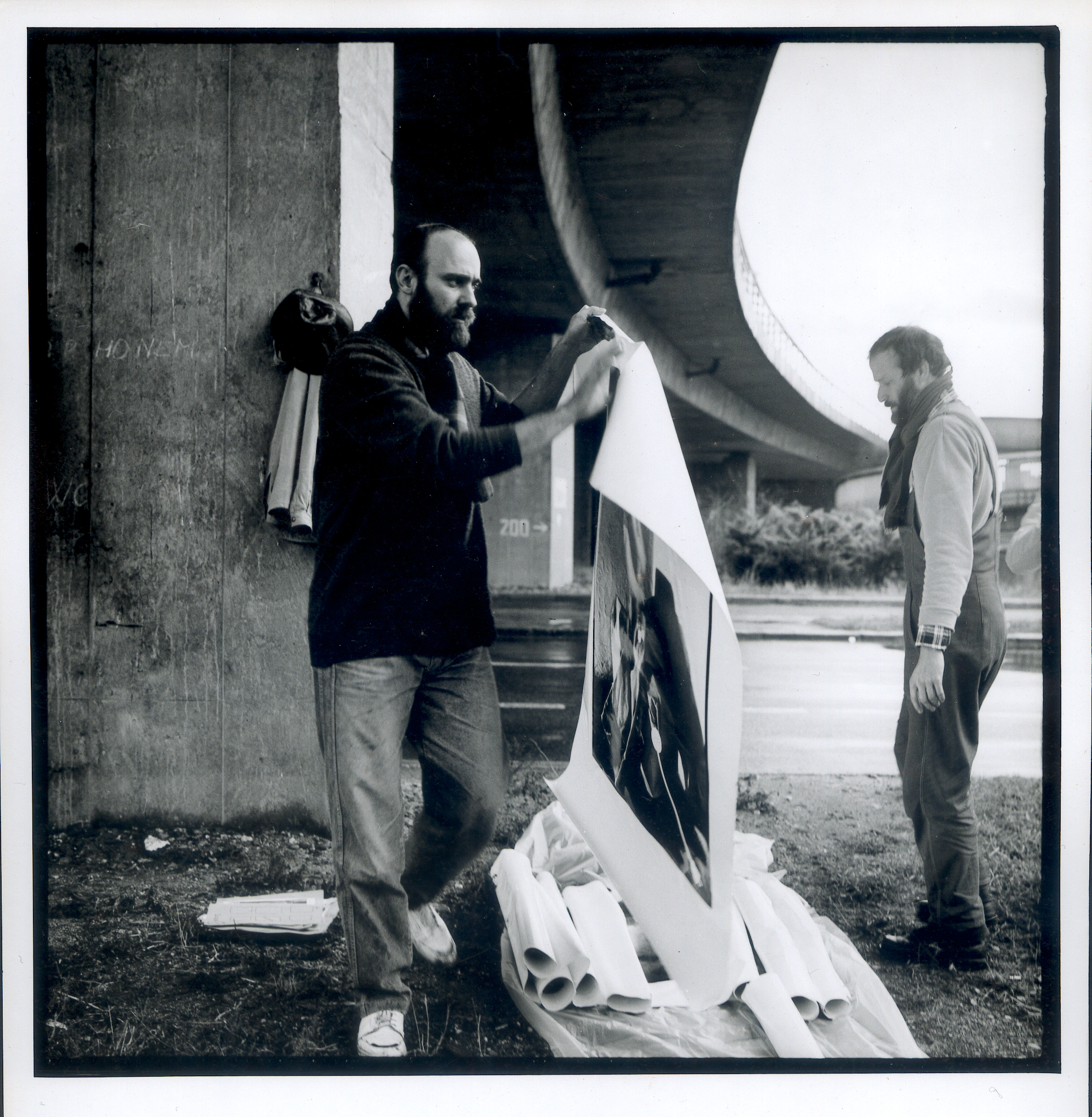
Aleš Kuneš: Výlep fotografií na předmostí mostu Barikádníků v Praze, v popředí výtvarník Ladislav Vyskočil (1953–2009) a v pozadí autor Aleš Kuneš

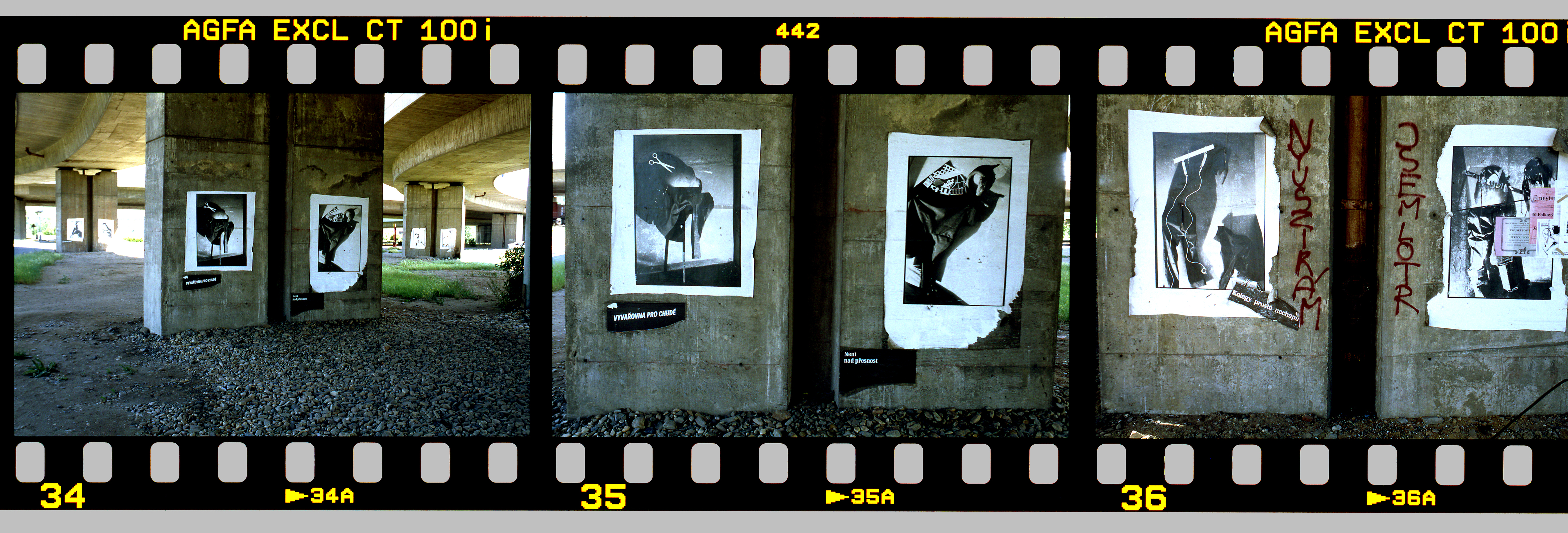
Aleš Kuneš: Kampaň. 100 metrů velkoformátových fotografií na barytovém papíře pod mostem Barikádníků v Praze. Akce ve veřejném prostoru připravovaná od léta 1989. Vlivem politických událostí realizovaná až 17. listopadu 1990. V průběhu let byla dokumentována i postupná destrukce obrazů. Situace z roku 1993.

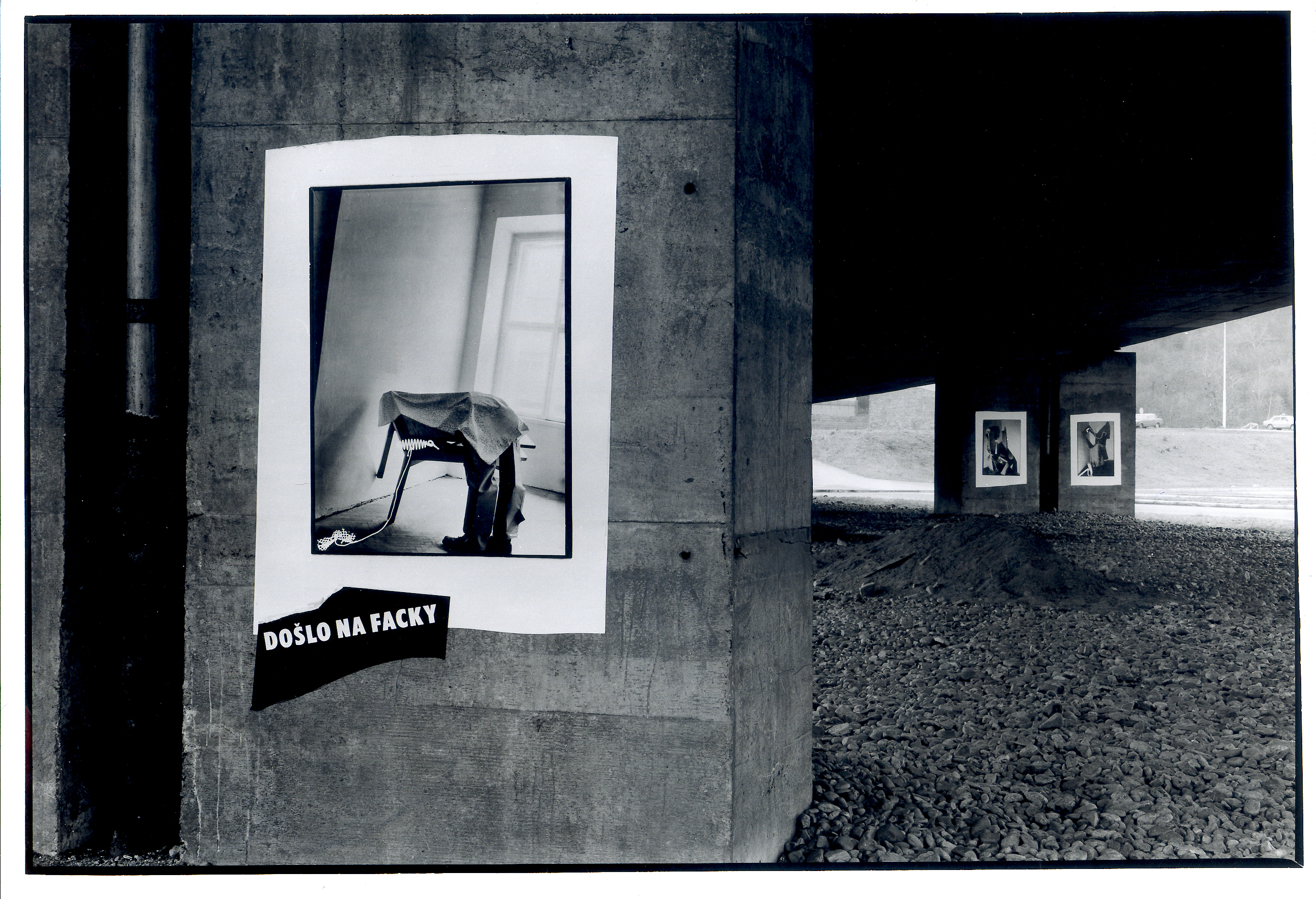
Aleš Kuneš: Kampaň, stav z listopadu 1990

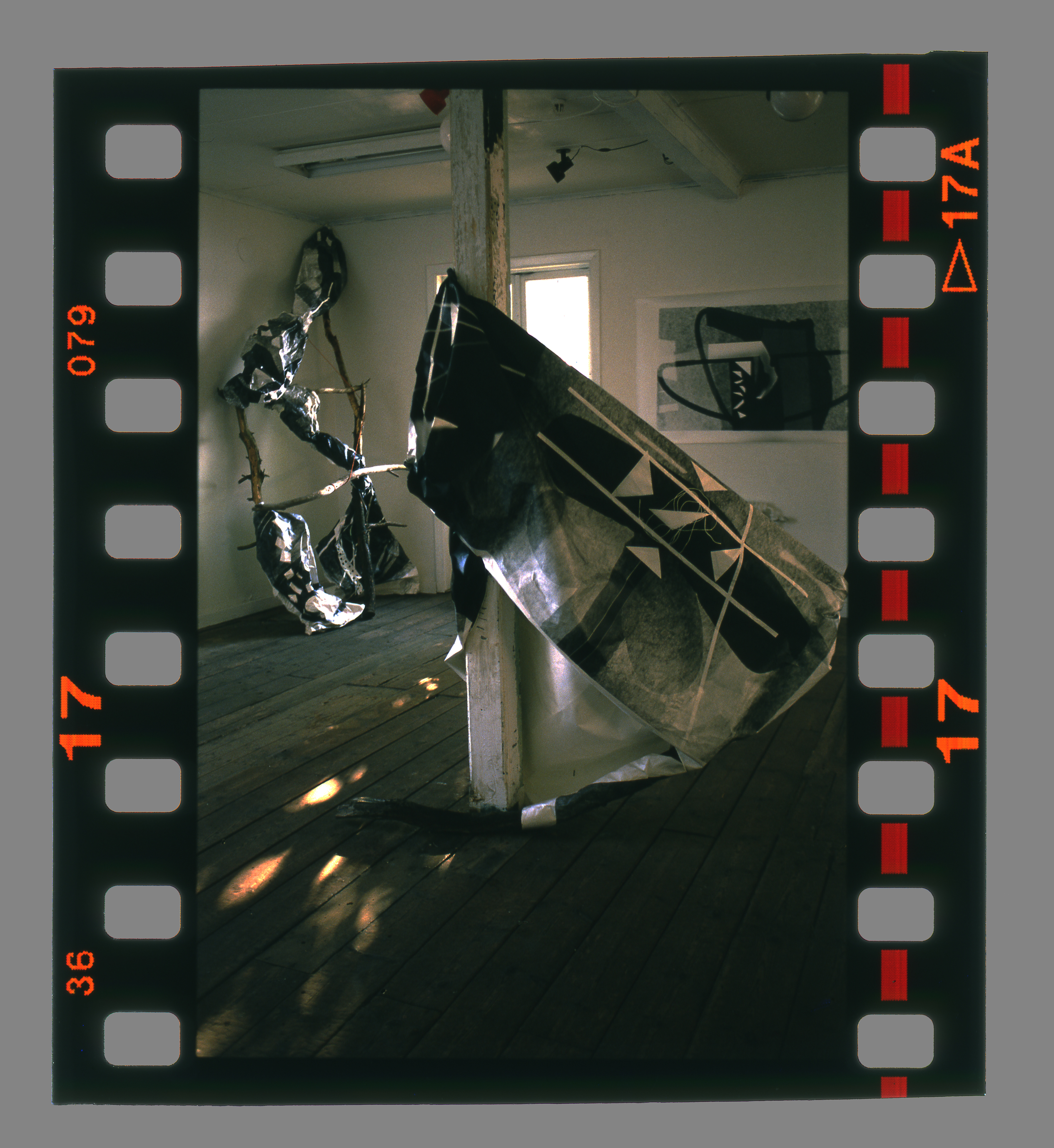
Aleš Kuneš: Halmstadt, Švédsko 1995 (spolu s fotografkou Jolanou Havelkovou)

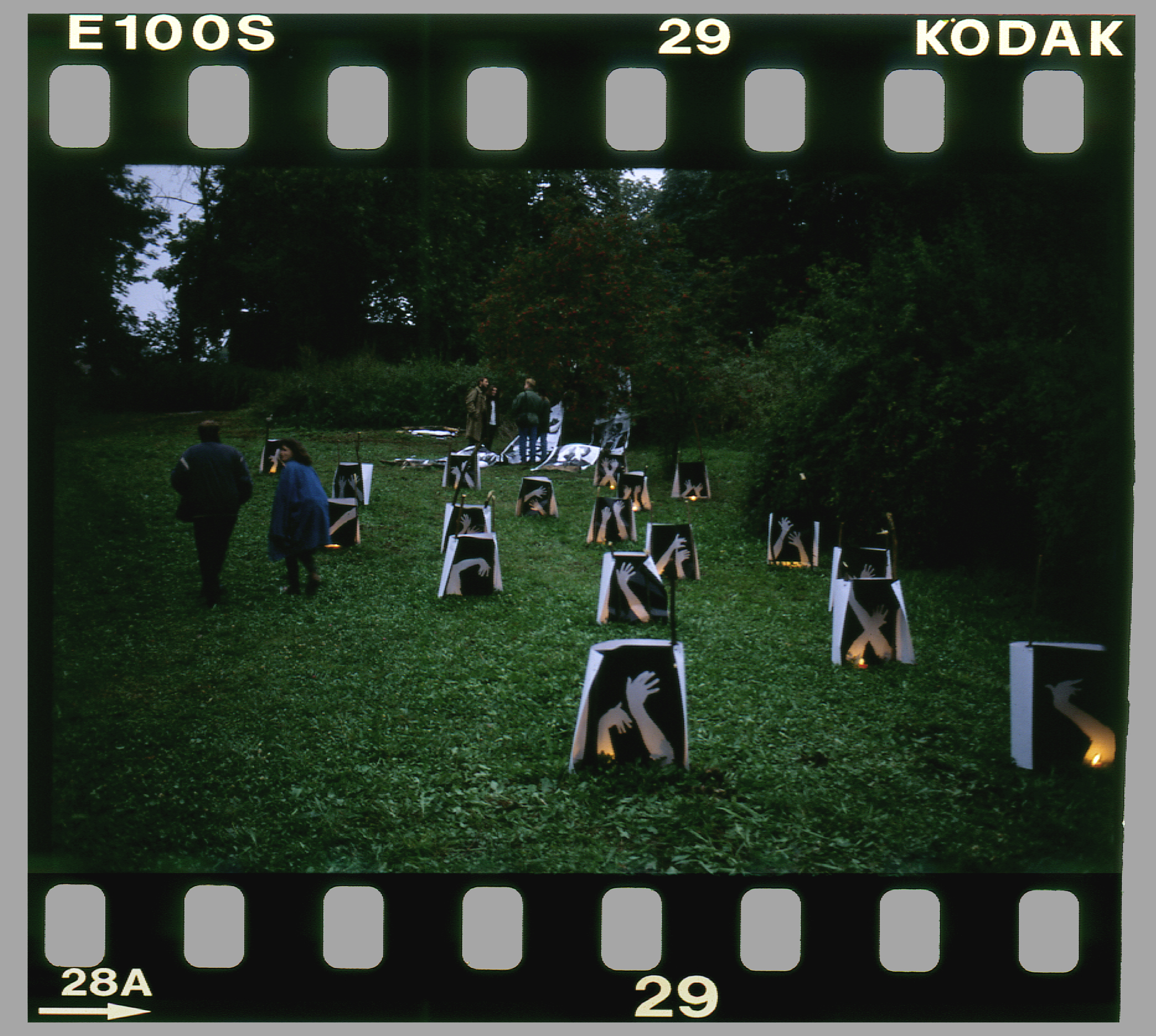
Aleš Kuneš: Bojiště 1996, Psychiatrická léčebna Bohnice

Aleš Kuneš (* 18. února 1954 Praha) je český výtvarný umělec a fotograf. Od konce 70. let se zabýval téměř výhradně volnou tvorbou, jež zahrnovala i happeningy, performance a skupinové prezentace ve veřejném prostoru (Pěst na oko, první polovina 90. let). Teprve po roce 1989 mohl prezentovat velkou část své práce v zahraničí v rámci významných fotografických festivalů i na samostatných výstavách. Pracoval rovněž jako publicista, výtvarný kritik a kurátor mnoha fotografických výstav.

## Život a dílo
Vyučil se fotografem (1972), vystudoval Střední průmyslovou školu grafickou v Praze (1976) a Filmovou a televizní fakultu Akademie múzických umění (1986, titul MgA.).
Rodina: 
Otec Karel Kuneš (1928-2007) byl v 50. letech minulého století úspěšný reprezentant v cyklistice. K vrcholům jeho aktivní sportovní dráhy patřilo druhé místo v závěru tehdy populárního amatérského etapového Závodu Míru Praha-Berlín-Varšava v roce 1953, kdy k poslední etapě nastoupilo už jen 38 závodníků. To nastartovalo jeho další dvojpólovou kariéru. Byl známým obchodníkem se sportovními potřebami na Zlatém Kříži  v Praze a aktivním cyklistickým organizátorem jako Předseda trenérské rady. Podílel se také na přípravách mezinárodního Závodu Míru, který patřil k tehdy vrcholným událostem sportovní sezóny ve Střední Evropě. Podílel se na jedinečném úspěchu Jana Smolíka, který se v roce 1964 stal nejmladším vítězem závodu. Ještě v první polovině 60. let byl pozván jako rozhodčí pozorovatel na proslulou "Tour de France", která byla inspirací    i pro Závod Míru. Projel v konvoji celý závod a účastnil se mnoha důležitých  jednání. V Paříži se nakonec setkal s tehdejším presidentem Francie Charlesem de Gaulle. Levicový tisk publikoval snímek z tohoto setkání.
Po návratu zpět do Československa byl krátce na to zatčen a deportován do vyšetřovací vazby v Ruzyni. Rodina neměla po celý rok o jeho dalším osudu žádné zprávy. Veškerý majetek včetně osobních drobností byl zabaven. 
Po odsouzení byl přemístěn do plzeňské věznice Bory, kde pracoval ve vězeňské knihovně. Zde poznal řadu osobností z tehdejšího disidentu (kupř. spisovatele Jana Beneše). 
Roku 1968 byl na prezidentskou amnestii propuštěn. Začal pracovat pro produkci kultovního válečného  amerického filmu "The bridge at Remagen", jehož dokončení bylo vážně komplikováno politickou situací po 21. srpnu vstupem vojsk Varšavské Smlouvy na naše území. V zimě tohoto roku navíc utrpěl vážné zranění dolní končetiny při lyžování.   V ČSSR započal politický obrat od uvolnění v 60. letech k opětovné tuhé "Normalizaci" režimu. Až do pádu "reálného socialismu" Karel Kuneš s podlomeným zdravím střídal dlouhodobé pobyty v nemocnicích s pobyty ve vězení a nezaměstnaností.
Bez nároku na důchod i po pádu režimu pracoval v podřadných profesích skoro až do svých nedožitých 80 let, kdy zemřel. 
Matka Marta Kunešová (1927-2011), rozená Kalinová: vyučená dámská krejčová pracovala ve špičkových módních salonech u Podolské. V roce 1953 se provdala za Karla Kuneše a v roce 1954 se jim narodil syn Aleš. Až do poloviny 60. let byla v domácnosti. Po uvěznění manžela musela jako samoživitelka udržet rodinu. Nastoupila do vznikajícího prvního zásilkového obchodu "Klubu odívání mladých" spolu s Helenou Markovou. Obě ženy spojovalo přátelství a zájem o výchovu svých synů. O tři roky starší učeň, knihkupec a později student divadelní fakulty Vladimír Marek byl pro Aleše Kuneše vzorem postupu z učiliště k vysokoškolskému vzdělání i k jinému myšlenkovému zázemí ve studentských divadelních představeních v tehdejším Disku nebo v Divadle v Nerudovce.
Sestra: O deset let mladší Zuzana Kolomazníková roz. Kunešová (1963) nedostudovala Strojní průmyslovou školu na Smíchově, maturitu získala večerním studiem. Od dětství se věnovala zpěvu ve sboru a amatérskému divadlu (A-Studio). Na DAMU jí připravoval Dr. Ivan Vyskočil a Vladimír Marek. Po absolvování brzy získává dlouhodobé angažmá v Naivním divadle v Liberci a později pracuje v Divadle v Dlouhé v Praze.
Manželka: Eva Kunešová roz. Žáčková pracovala ve Škoda Exportu a v rámci pracovních cest navštívila řadu míst  v Číně. Po pádu Československa byla zaměstnána v bankovnictví.

Od 80. let Aleš Kuneš publikoval texty z historie meziválečné avantgardní fotografie a ze soudobé fotografické tvorby v odborném tisku (Revue Fotografie, Lidové noviny, Ateliér, Fotografie Magazín, Analogon, Divus, Umělec nebo Imago). Recenzemi i rozsáhlejšími články přispíval rovněž do denního tisku (Denní Telegraf /do roku 1997/, Prostor, Lidové noviny, Hospodářské noviny, Týdeník rozhlas a další). Několik let spolupracoval s rozhlasovou stanicí Vltava. Od roku 1995 je členem Syndikátu novinářů České republiky a patřil mezi zakládající členy Pražského domu fotografie (v letech 1993 – 1997 byl ve správní radě). Na přelomu 80. a 90. let byl členem sekce teoretiků fotografie při ČSAV. Od 70. let pedagogicky působil v různých profesních seminářích a na středních školách. Po založení Institutu tvůrčí fotografie Slezské univerzity v Opavě v roce 1990 zde působil jako pedagog (roku 2002 byl jmenován v habilitačním řízením FAMU docentem). Specializoval se na výuku a semináře v oblasti zátiší, intermediální tvorby, tvůrčí digitální fotografie, ilustrace, kritiky a teorii fotografie. V roce 2014 ze zdravotních důvodů svou pedagogickou činnost ukončil.
Ve své tvorbě se po tradičněji pojatých fotografiích statických motivů z první poloviny 80. let (snímky z Čermné s odkazem na Jindřicha Štyrského nebo cyklus Imanence věnovaný Nové Pace a Skupině 42) orientuje hlavně na různé formy výtvarných experimentů (kombinace velkoformátových negativů s reálnými předměty, fúze fotografií a fotogramů, fotomontáže) a na happeningy a performance (např. Pěst na oko, 1. polovina 90. let) včetně instalací fotografií v exteriérech (Skandinávie, Itálie, Španělsko, Německo, Belgie, Holandsko a Rusko)
Je autorem statí ve fotografických monografiích kupř. Václav Chochola, Torst 2003. Spolu s Jaromírem Typltem vydali knihu fotografií a reflexivních textů Opakem o překot, Host 1996. Podílel se na organizaci fotografických a výtvarných akcí - např. s Jolanou Havelkovou festival Funkeho Kolín (od 1993), výstavy Bazar nábytku s Ivanem Mečlem a okruhem společenství Divus na Libeňském ostrově (Praha, 1995) a se stejnými spolupracovníky rovněž Nádraží Praha–Vysočany (1996) či DNNN na Letenské pláni v Praze (1997). Často působil v regionech v rámci různých větších projektů jako kurátor nebo autor koncepce: Kupříkladu Z okraje do středu (České Budějovice, 2001). Sestavil nebo podílel se na přípravě mnoha výstav - mimo jiné Hranice fotografie (Praha, 1995) spolu s Markétou Othovou, Veronikou Bromovou, Václavem Stratilem, Lubou Kmeťovou, Robertem Portelem a dalšími nebo spolu s Annou Fárovou a Alenou Nádvorníkovou expozici Emila Medková (Praha, 1995, Berlín, 1997) a dále pak Surrealistické incidence (Praha, 1996) s Čestmírem Krátkým, Stanislavem Bencem, Karlem Kuklíkem, Ladislavem Postupou a dalšími. Ve spolupráci s Uměleckoprůmyslovým museem a kurátorem Janem Mlčochem připravil výstavy Jan Hudeček (Praha, 2001) či Jindřich Štyrský (Praha, 2002).

## Výstavy a sbírky

### Výstavy
Účastnil se skupinových výstav kupř. Art in Freedom, Antwerpy, Belgie 1993. Noorderlicht, Groningen, Holandsko 1997. Eastern Europe After the Berlin Wall, Petrohrad, Rusko 2000 (spolu s Veronikou Bromovou, Markétou Othovou, Lukášem Jasanským a Martinem Polákem, Leonidem Borisovem, Tamarrou Kaida a dalšími). Česká a slovenská fotografie osmdesátých a devadesátých let 20. století. Muzeum umění, Olomouc – Dom umenia, v rámci Měsíce fotografie, Bratislava 2002. Vydejchanej elemént. Experimentální prostor Universal NoD, Roxy, Praha 2002. Tunel v Karlíně. Praha 2002. Česká fotografie 20. století, Uměleckoprůmyslové museum v Praze a Galerie Hlavního města Prahy, Praha 2005. Za patnáct. Přírůstky do sbírek Moravské galerie v Brně 1993–2007. Kurátoři Yvona Ferencová, Markéta Tronnerová. Uměleckoprůmyslové muzeum v Brně. Třetí strana zdi. Kurátor Antonín Dufek, Moravská galerie, Brno, 2008. Magie české fotografie. Kurátor Jindřich Štreit, Zámek Bruntál, 2008. Tschechische Fotografie des 20. Jahrhunderts. Kunst- und Ausstelungshalle der Bundesrepublik Deutschland in Bonn, Bonn, Německo 13.03.-26.06. 2009. III Warsyawskie Bienale Sztuki Mediów, Varšava. 2010.

### Sbírky
Autor je zastoupen ve sbírkách institucí a soukromých sběratelů (výběr):
- Uměleckoprůmyslové museum, Praha.
- Moravská galerie, Brno.
- Národní muzeum fotografie, Jindřichův Hradec.
- Museum Ludwig, Kolín nad Rýnem, Německo.
- Museet for Fotokunst, Odense, Dánsko.
- Maison Européenne de la Photographie, Paříž, Francie.
- Victoria and Albert Museum, Londýn, Spojené království Velké Británie a Severního Irska.
- Kollektion Karin Friebe, Mannheim, Německo.

## Galerie

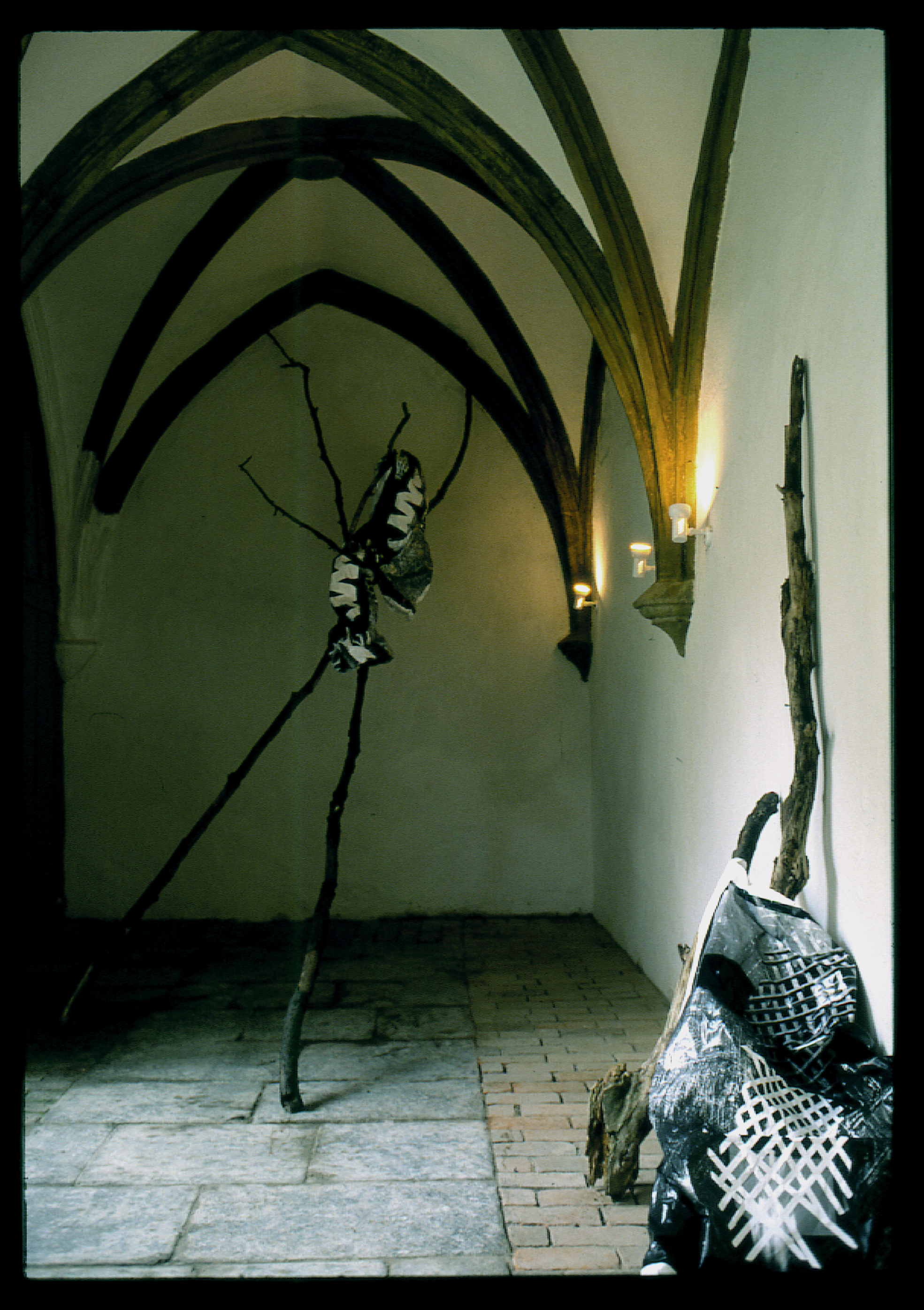
Aleš Kuneš: Figuranti, 1996, Křížová chodba, České Budějovice
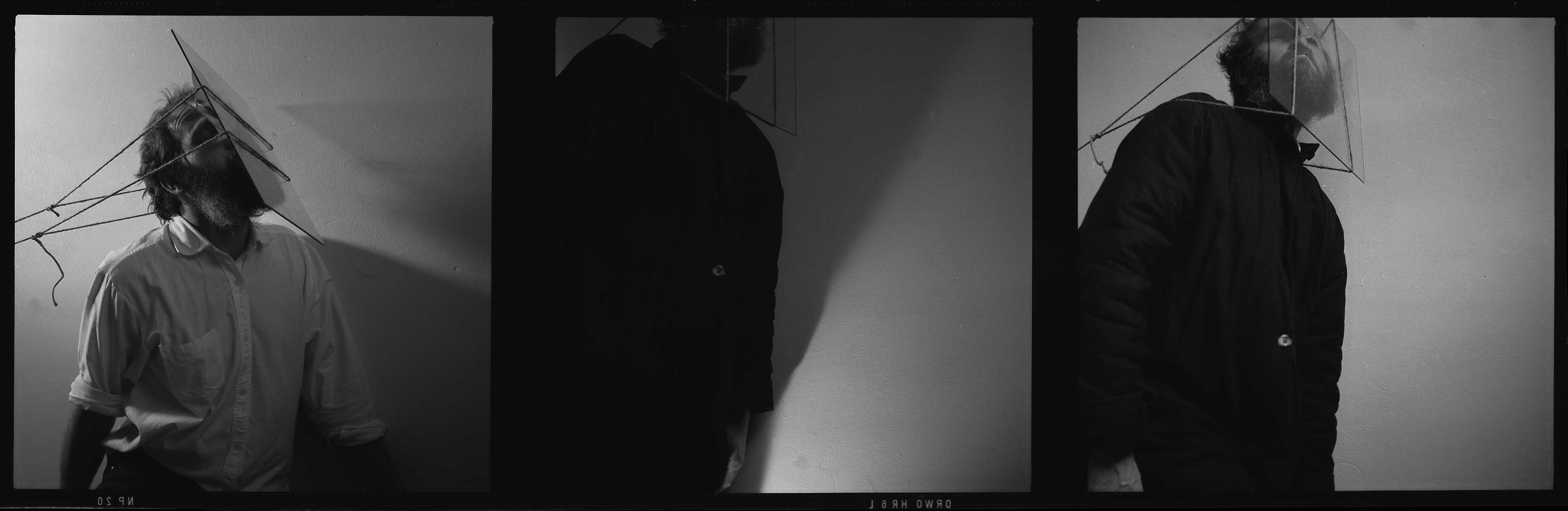
Aleš Kuneš: Art in Freedom, 1993 Antwerpy, Belgie
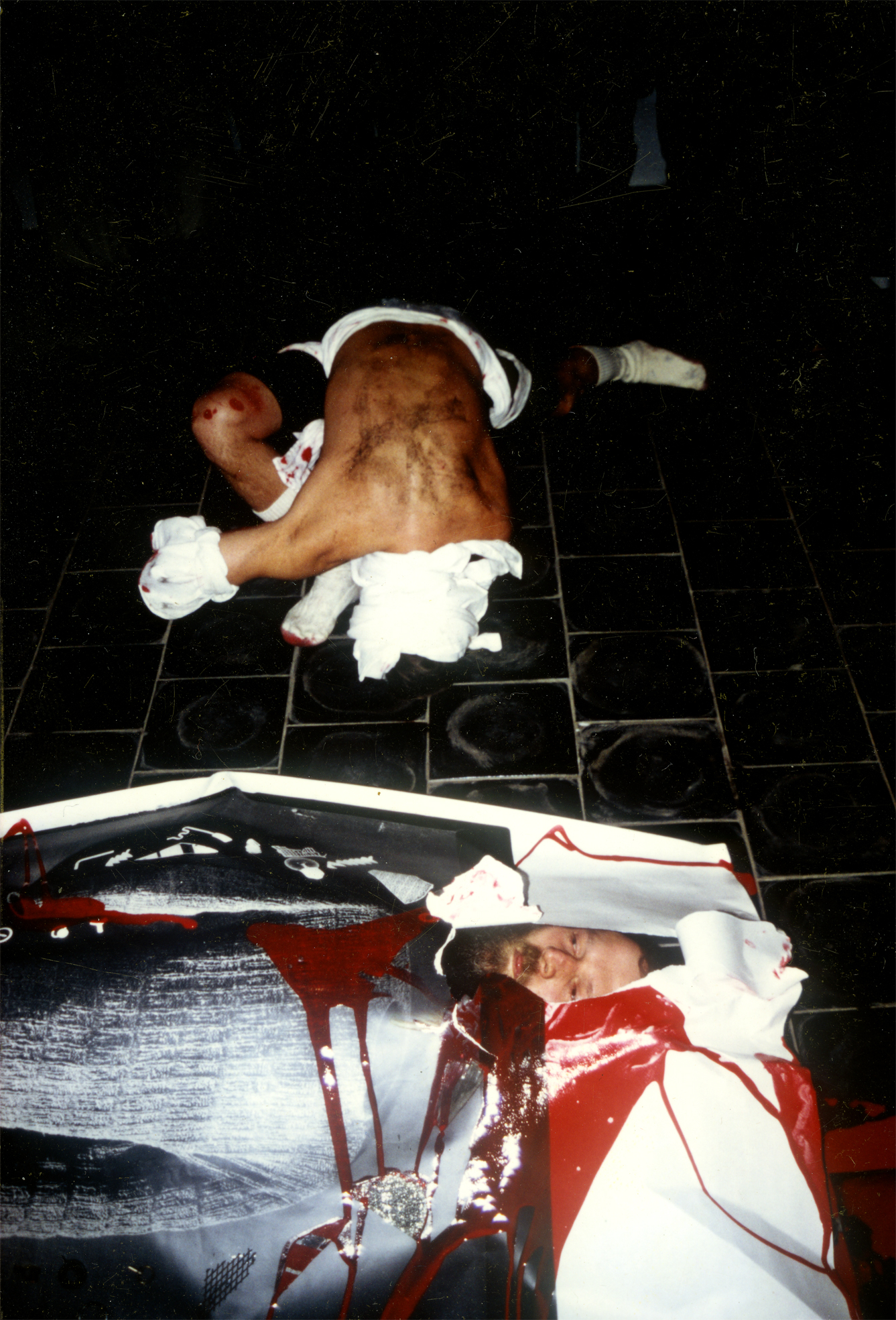
Aleš Kuneš: Adheze, 1992, Pražský dům fotografie, Performance spolu s Jaroslavem Karchňákem
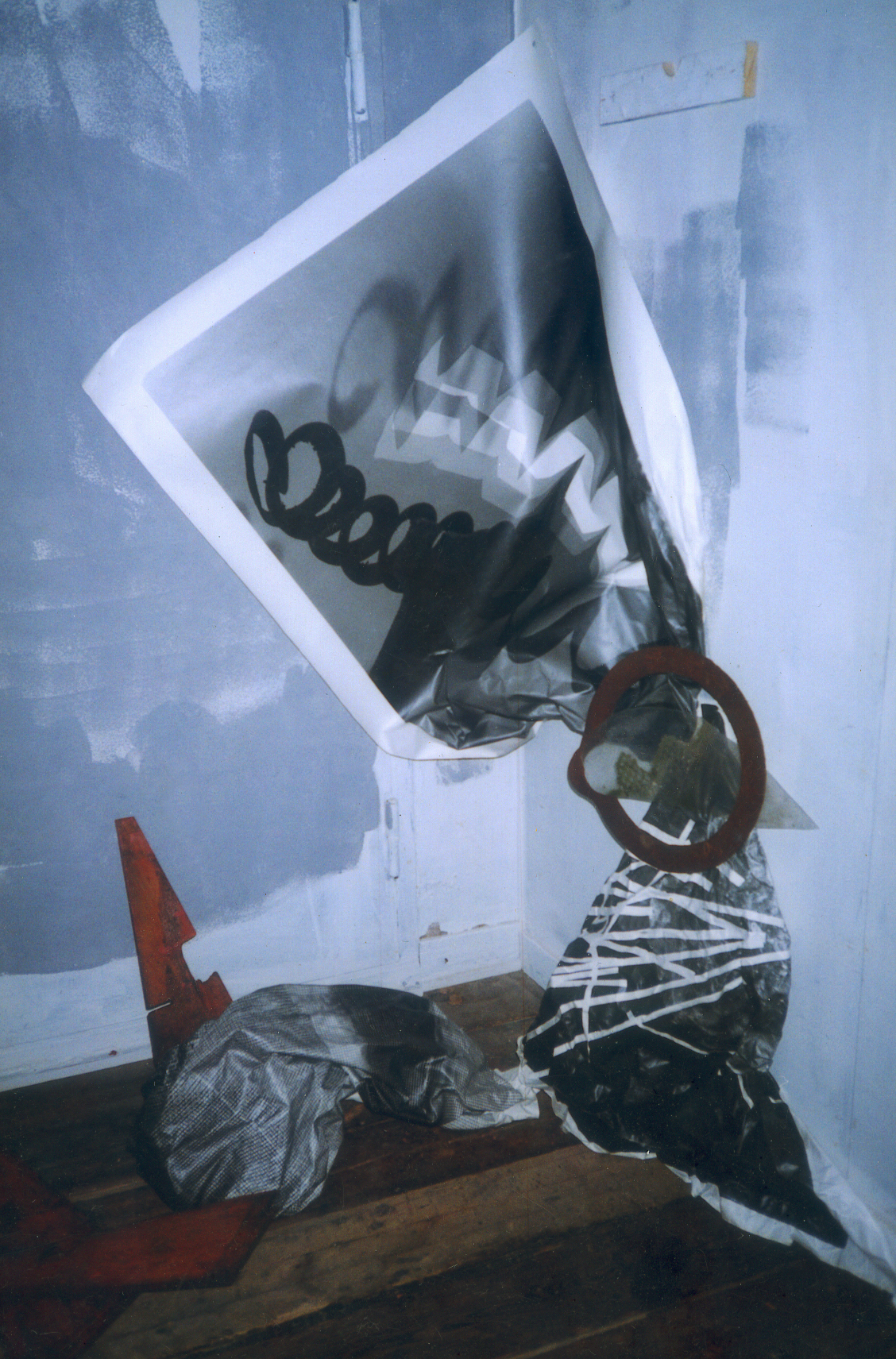
Aleš Kuneš: Halmstadt, 1995 (spolu s fotografkou Jolanou Havelkovou)
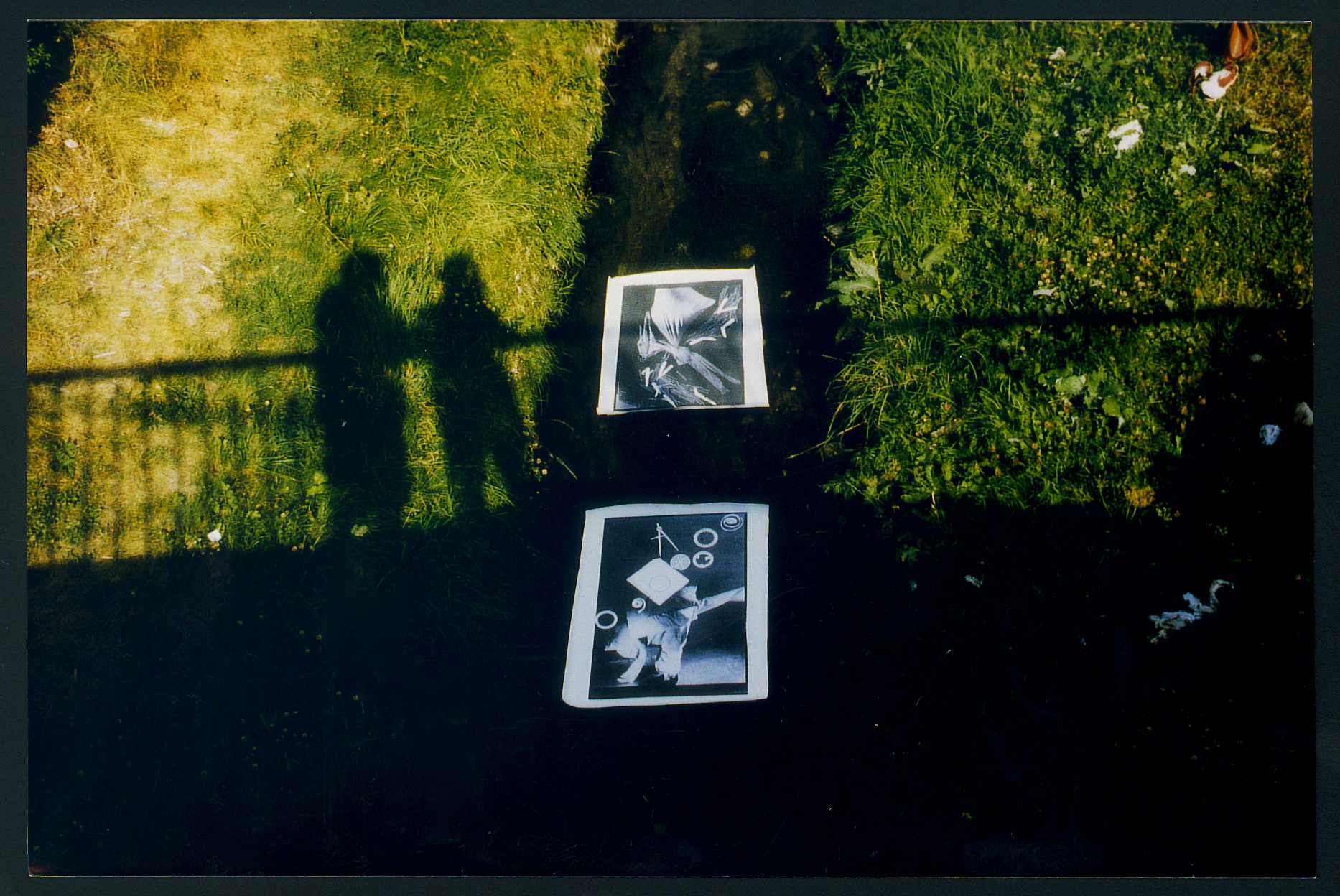
Aleš Kuneš: Jak si usteleš, tak si lehneš 1991, Selb, Německo
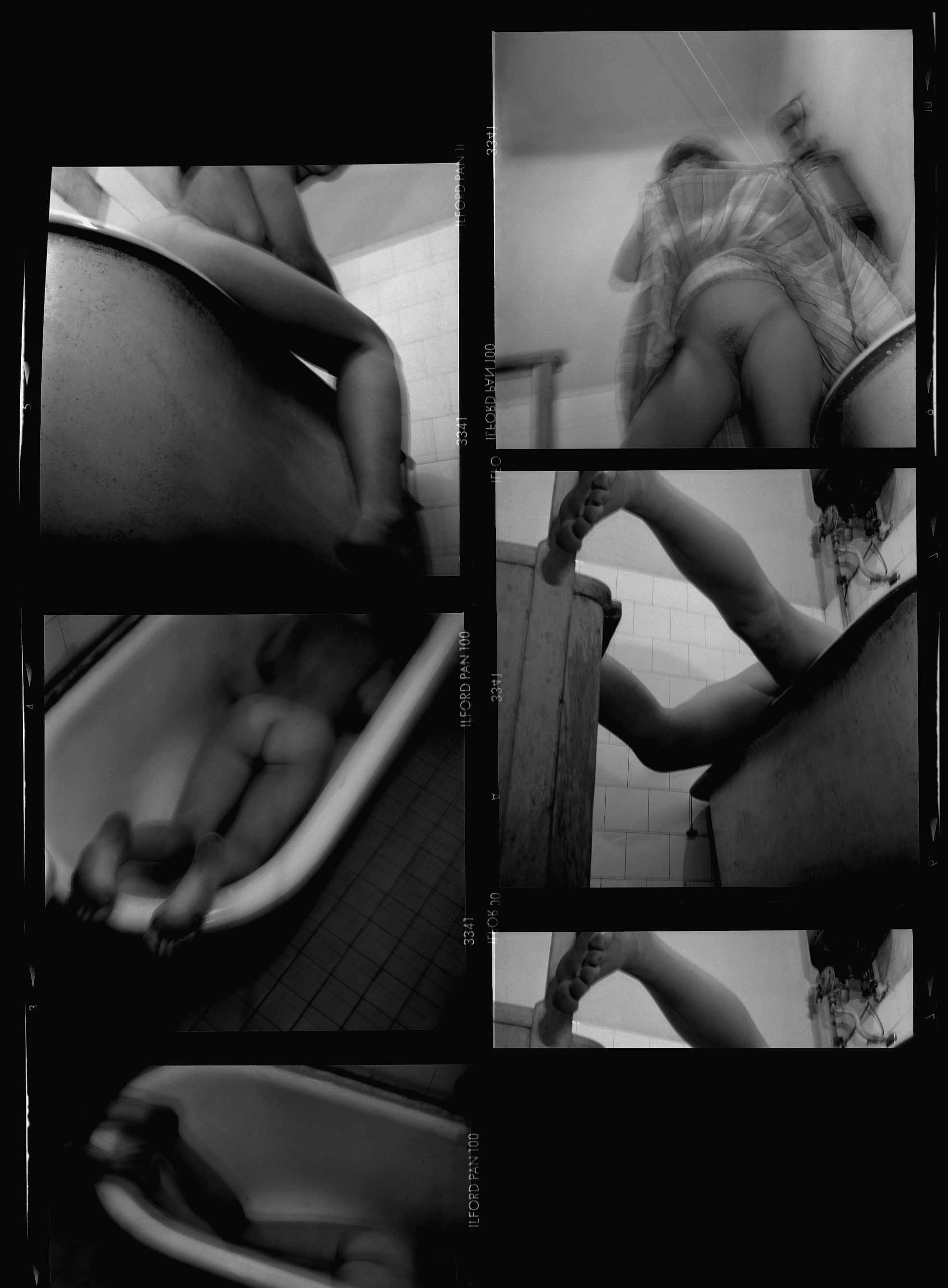
Aleš Kuneš: Pro strach uděláno, 2000, Liberec (ve spolupráci s kriminalistickým ústavem v Praze)

## Monografie